# Dipartimento di Avellaneda (Santiago del Estero)
Avellaneda è un dipartimento argentino, situato nella parte centrale della provincia di Santiago del Estero, con capoluogo Herrera.
Collocato tra i fiumi río Dulce e río Salado, esso confina a nord con il dipartimento di Sarmiento, a est con il dipartimento di General Taboada, a sud con i dipartimenti di Salavina e Aguirre, a ovest con i dipartimenti di San Martín e Atamisqui.
Secondo il censimento del 2001, su un territorio di 3902 km², la popolazione ammontava a 19 348 abitanti, con un aumento demografico del 2,26% rispetto al censimento del 1991.
Municipi e “comisiones municipales” del dipartimento sono:
- Colonia Dora
- Herrera
- Icaño
- Lugones
- Real Sayana
- Villa Mailín